# Edward Poppek
Edward Jan Poppek (ur. 19 stycznia 1913 w Chojnicach, zm. 23 maja 1977 w Katowicach) – polski dziennikarz, redaktor, archeolog, animator ruchu prołużyckiego.

## Życiorys
Syn niemieckiego artysty malarza Jana Poppka. Przedwojenny działacz społeczny (Związek Harcerstwa Polskiego, Polski Związek Zachodni, Polskie Towarzystwo Prehistoryczne).
Po 1945 reaktywator i redaktor naczelny pisma harcerskiego „Na Tropie”, współtwórca prasy regionalnej na Górnym Śląsku, dziennikarz („Dziennik Zachodni”, redaktor naczelny „Wiadomości Zagłębia”, „Nowin Rybnickich”, „Życia Bytomskiego”).
Był mężem Lucyny Gąkiewicz, śląskiej dziennikarki („Wiadomości Zagłębia”, „Dziennik Zachodni”, „Wieczór”), ojcem Anny (1961–2013), warszawskiej dziennikarki.

## Ordery i odznaczenia
- Srebrny Krzyż Zasługi (18 stycznia 1946)[1]